# Will County
Will County är ett county i delstaten Illinois, USA. År 2010 hade countyt 677 560 invånare. Den administrativa huvudorten (county seat) är Joliet.

## Geografi
Enligt United States Census Bureau har countyt en total area på 2 199 km². 2 168 km² av den arean är land och 31 km² är vatten.

### Angränsande countyn
- DuPage County - nord
- Cook County - nordöst
- Lake County, Indiana - öst
- Kankakee County - syd
- Grundy County - sydväst
- Kendall County - väst
- Kane County - nordväst

### Orter
- Aurora (delvis i DuPage County, Kane County och Kendall County)
- Beecher
- Bolingbrook (delvis i DuPage County)
- Braidwood
- Channahon (delvis i Grundy County)
- Coal City (delvis i Grundy County)
- Crest Hill
- Crete
- Elwood
- Frankfort (delvis i Cook County)
- Homer Glen
- Joliet (huvudort, delvis i Kendall County)
- Lemont (delvis i DuPage County och Cook County)
- Lockport
- Manhattan
- Matteson (delvis i Cook County)
- Minooka (delvis i Grundy County och Kendall County)
- Mokena
- Monee
- Naperville (delvis i DuPage County)
- New Lenox
- Orland Park (delvis i Cook County)
- Park Forest (delvis i Cook County)
- Peotone
- Plainfield (delvis i Kendall County)
- Rockdale
- Romeoville
- Sauk Village (delvis i Cook County)
- Shorewood
- Steger (delvis i Cook County)
- Tinley Park (delvis i Cook County)
- University Park (delvis i Cook County)
- Wilmington
- Woodridge (delvis i DuPage County och Cook County)